# Городище (посёлок, Пинский район)
Городище (бел. Гарадзішча) — посёлок в Пинском районе Брестской области Белоруссии. Входит в состав Городищенского сельсовета. Расположена железнодорожная станция «Ясельда». Население 785 человек (2009). 

## География
Городище находится в 13 км к северо-востоку от центра Пинска. Посёлок расположен на берегу озера Городищенское, через которое протекает река Ясельда. Также на берегу озера находятся деревни Городище (отдельный населённый пункт) и Заозёрье. Городище находится в низменном заболоченном районе, вокруг посёлка обширная система мелиорационных каналов со стоком в Ясельду. К востоку и югу расположены территории республиканского заказника Средняя Припять. Через посёлок проходит автодорога Р8 (Пинск — Лунинец) и ж/д ветка Пинск — Лунинец, в посёлке есть платформа Ясельда.

## История
Поселение старинное, первое упоминание относится к 1501 году. Со времени территориально-административной реформы середины XVI века в Великом княжестве Литовском Городище входило в состав Пинского повета Берестейского воеводства.
История посёлка неразрывно связана с существовавшим здесь монастырём бенедиктинцев. Монастырь основал полоцкий воевода Ян Кароль Копец в 1659 году, пригласив монахов-бенедиктинцев из итальянского Монте-Кассино. Вскоре был выстроен деревянный монастырский комплекс, при котором действовали школа, больница и библиотека. В 1671 году виленский епископ Александр Сапега основал в Городище католический приход. Во второй половине XVIII века были выстроены каменные монастырские строения вместо деревянных, в 1775 году приор монастыря Станислав Кашковский освятил построенный каменный храм св. Анны.
После второго раздела Речи Посполитой (1793) в составе Российской империи, поселение входило в состав Пинского уезда. В 1864 году после подавления восстания бенедиктинский монастырь, как и прочие католические монастыри на территории современной Белоруссии, был закрыт, а храм св. Анны стал обычным приходским костёлом.
Согласно Рижскому мирному договору (1921) село вошло в состав межвоенной Польши. С 1939 года в составе БССР, с июля 1941 по июль 1944 года под оккупацией. В 1944 году отступавшие немцы взорвали католический храм св. Анны.

## Население

### Численность
- 2009 год — 785 жителей

### Динамика
- 2009 год — 785 жителей (перепись населения)

## Культура
- Дом культуры
- Музей ГУО "Городищенская средняя школа"

## Достопримечательности
- Археологическое городище. Расположено на восточном берегу Городищенского озера, имеет культурный слой 2,8 м. Существовало с периода раннего железного века вплоть до раннего средневековья. К нему примыкает селище, раннеславянское поселение существовавшее до XI века[6]. Городище включено в Государственный список историко-культурных ценностей Республики Беларусь[7].
- Каменное здание жилого корпуса бывшего монастыря бенедиктинцев. Построено в конце XVIII века из кирпича. Единственная сохранившаяся до наших дней монастырская постройка. Памятник архитектуры[6].
- Костёл Святой Анны
- Эколого-туристический комплекс. На берегу озера Городищенское.

### Памятник, скульптура
- Мемориальная доска памяти Марка Пискуна[8][9]. 17 сентября 2023 года, в День народного единства, на железнодорожной станции «Ясельда» в п. Городище состоялось открытие мемориальной доски герою национально-освободительного движения белорусского народа за воссоединение в рамках единого государства, земляку, уроженцу д. Мерчицы Марку Герасимовичу Пискуну.